# Somebody (Natalie La Rose)
"Somebody" is een nummer van de Nederlandse zangeres Natalie La Rose samen met de Amerikaanse zanger Jeremih. Het nummer piekte op de tiende plek in de Billboard Hot 100 en werd daarmee Jeremih's vierde top-10 hit en de eerste top-10 hit van La Rose in de Verenigde Staten. Ook piekte het nummer op de tweede plek in de UK Singles Chart.

## Tracklijst
| Nr. | Titel                  | Duur |
| --- | ---------------------- | ---- |
| 1.  | Somebody (met Jeremih) | 3:09 |

| Nr. | Titel                               | Duur |
| --- | ----------------------------------- | ---- |
| 1.  | Somebody (Imanos en Gramercy remix) | 3:21 |
| 2.  | Somebody (Kasche remix)             | 3:03 |
| 3.  | Somebody (Caroline D'Amore remix)   | 3:55 |
| 4.  | Somebody (Modern Machines remix)    | 4:08 |
| 5.  | Somebody (Dawin remix)              | 3:44 |
| 6.  | Somebody (Gazzo remix)              | 4:52 |

## Hitnoteringen

### Nederlandse Top 40
| Hitnotering: 11-04-2015 t/m 01-08-2015 | Hitnotering: 11-04-2015 t/m 01-08-2015 | Hitnotering: 11-04-2015 t/m 01-08-2015 | Hitnotering: 11-04-2015 t/m 01-08-2015 | Hitnotering: 11-04-2015 t/m 01-08-2015 | Hitnotering: 11-04-2015 t/m 01-08-2015 | Hitnotering: 11-04-2015 t/m 01-08-2015 | Hitnotering: 11-04-2015 t/m 01-08-2015 | Hitnotering: 11-04-2015 t/m 01-08-2015 | Hitnotering: 11-04-2015 t/m 01-08-2015 | Hitnotering: 11-04-2015 t/m 01-08-2015 | Hitnotering: 11-04-2015 t/m 01-08-2015 | Hitnotering: 11-04-2015 t/m 01-08-2015 | Hitnotering: 11-04-2015 t/m 01-08-2015 | Hitnotering: 11-04-2015 t/m 01-08-2015 | Hitnotering: 11-04-2015 t/m 01-08-2015 | Hitnotering: 11-04-2015 t/m 01-08-2015 | Hitnotering: 11-04-2015 t/m 01-08-2015 | Hitnotering: 11-04-2015 t/m 01-08-2015 |
| Week:                                  | 1                                      | 2                                      | 3                                      | 4                                      | 5                                      | 6                                      | 7                                      | 8                                      | 9                                      | 10                                     | 11                                     | 12                                     | 13                                     | 14                                     | 15                                     | 16                                     | 17                                     |                                        |
| -------------------------------------- | -------------------------------------- | -------------------------------------- | -------------------------------------- | -------------------------------------- | -------------------------------------- | -------------------------------------- | -------------------------------------- | -------------------------------------- | -------------------------------------- | -------------------------------------- | -------------------------------------- | -------------------------------------- | -------------------------------------- | -------------------------------------- | -------------------------------------- | -------------------------------------- | -------------------------------------- | -------------------------------------- |
| Positie:                               | 38                                     | 31                                     | 26                                     | 21                                     | 18                                     | 16                                     | 14                                     | 12                                     | 13                                     | 14                                     | 16                                     | 21                                     | 26                                     | 29                                     | 32                                     | 34                                     | 39                                     | uit                                    |

### NederlandseSingle Top 100
| Hitnotering: 28-02-2015 t/m 19-09-2015 | Hitnotering: 28-02-2015 t/m 19-09-2015 | Hitnotering: 28-02-2015 t/m 19-09-2015 | Hitnotering: 28-02-2015 t/m 19-09-2015 | Hitnotering: 28-02-2015 t/m 19-09-2015 | Hitnotering: 28-02-2015 t/m 19-09-2015 | Hitnotering: 28-02-2015 t/m 19-09-2015 | Hitnotering: 28-02-2015 t/m 19-09-2015 | Hitnotering: 28-02-2015 t/m 19-09-2015 | Hitnotering: 28-02-2015 t/m 19-09-2015 | Hitnotering: 28-02-2015 t/m 19-09-2015 | Hitnotering: 28-02-2015 t/m 19-09-2015 | Hitnotering: 28-02-2015 t/m 19-09-2015 | Hitnotering: 28-02-2015 t/m 19-09-2015 | Hitnotering: 28-02-2015 t/m 19-09-2015 | Hitnotering: 28-02-2015 t/m 19-09-2015 | Hitnotering: 28-02-2015 t/m 19-09-2015 |
| Week:                                  | 1                                      | 2                                      | 3                                      | 4                                      | 5                                      | 6                                      | 7                                      | 8                                      | 9                                      | 10                                     | 11                                     | 12                                     | 13                                     | 14                                     | 15                                     | 16                                     |
| -------------------------------------- | -------------------------------------- | -------------------------------------- | -------------------------------------- | -------------------------------------- | -------------------------------------- | -------------------------------------- | -------------------------------------- | -------------------------------------- | -------------------------------------- | -------------------------------------- | -------------------------------------- | -------------------------------------- | -------------------------------------- | -------------------------------------- | -------------------------------------- | -------------------------------------- |
| Positie:                               | 88                                     | 67                                     | 47                                     | 38                                     | 38                                     | 39                                     | 38                                     | 32                                     | 25                                     | 25                                     | 17                                     | 20                                     | 20                                     | 19                                     | 19                                     | 20                                     |
| Week:                                  | 17                                     | 18                                     | 19                                     | 20                                     | 21                                     | 22                                     | 23                                     | 24                                     | 25                                     | 26                                     | 27                                     | 28                                     | 29                                     | 30                                     |                                        |                                        |
| Positie:                               | 22                                     | 24                                     | 26                                     | 27                                     | 29                                     | 31                                     | 34                                     | 37                                     | 41                                     | 43                                     | 48                                     | 63                                     | 75                                     | 86                                     | uit                                    |                                        |

### 3FM Mega Top 50
| Hitnotering: 11-04-2015 t/m 22-08-2015 | Hitnotering: 11-04-2015 t/m 22-08-2015 | Hitnotering: 11-04-2015 t/m 22-08-2015 | Hitnotering: 11-04-2015 t/m 22-08-2015 | Hitnotering: 11-04-2015 t/m 22-08-2015 | Hitnotering: 11-04-2015 t/m 22-08-2015 | Hitnotering: 11-04-2015 t/m 22-08-2015 | Hitnotering: 11-04-2015 t/m 22-08-2015 | Hitnotering: 11-04-2015 t/m 22-08-2015 | Hitnotering: 11-04-2015 t/m 22-08-2015 | Hitnotering: 11-04-2015 t/m 22-08-2015 | Hitnotering: 11-04-2015 t/m 22-08-2015 | Hitnotering: 11-04-2015 t/m 22-08-2015 | Hitnotering: 11-04-2015 t/m 22-08-2015 | Hitnotering: 11-04-2015 t/m 22-08-2015 | Hitnotering: 11-04-2015 t/m 22-08-2015 | Hitnotering: 11-04-2015 t/m 22-08-2015 | Hitnotering: 11-04-2015 t/m 22-08-2015 | Hitnotering: 11-04-2015 t/m 22-08-2015 | Hitnotering: 11-04-2015 t/m 22-08-2015 | Hitnotering: 11-04-2015 t/m 22-08-2015 | Hitnotering: 11-04-2015 t/m 22-08-2015 |
| Week:                                  | 1                                      | 2                                      | 3                                      | 4                                      | 5                                      | 6                                      | 7                                      | 8                                      | 9                                      | 10                                     | 11                                     | 12                                     | 13                                     | 14                                     | 15                                     | 16                                     | 17                                     | 18                                     | 19                                     | 20                                     |                                        |
| -------------------------------------- | -------------------------------------- | -------------------------------------- | -------------------------------------- | -------------------------------------- | -------------------------------------- | -------------------------------------- | -------------------------------------- | -------------------------------------- | -------------------------------------- | -------------------------------------- | -------------------------------------- | -------------------------------------- | -------------------------------------- | -------------------------------------- | -------------------------------------- | -------------------------------------- | -------------------------------------- | -------------------------------------- | -------------------------------------- | -------------------------------------- | -------------------------------------- |
| Positie:                               | 46                                     | 36                                     | 28                                     | 26                                     | 20                                     | 19                                     | 17                                     | 12                                     | 24                                     | 25                                     | 32                                     | 35                                     | 34                                     | 35                                     | 35                                     | 38                                     | 36                                     | 43                                     | 41                                     | 42                                     | uit                                    |